# Западные среднерусские акающие говоры
За́падные среднеру́сские а́кающие го́воры — одно из двух ответвлений западных среднерусских говоров, занимающее южную часть их территории (от северного ответвления отделено изоглоссами различения и неразличения гласных неверхнего подъёма в первом предударном слоге). Западные среднерусские акающие говоры сближаются с южнорусским наречием (в том числе по наличию в них аканья) и имеют ряд языковых черт, сходных с чертами говоров белорусского языка (местоимение 3-го лица муж. рода [йон], яканье, наличие аффрикат [дз'] — [ц'] в соответствие [д'] — [т'] в Псковских говорах и др.).

## Общая характеристика и область распространения
Территория распространения западных среднерусских акающих говоров разделяется на западную и восточную части, разграничиваемые в районе озера Селигер и верхнего течения Волги. Для западных говоров характерны некоторые диалектные явления северного и южного наречий, которые отсутствуют в восточных говорах. Также расположение диалектных явлений западной и юго-западной диалектных зон разделяет акающие говоры таким образом, что часть диалектных явлений юго-западной зоны, и некоторые явления западной зоны, распространены в западной части акающих говоров и неизвестны в восточной части. Такая неоднородность распространения диалектных явлений позволяет выделить на территории западных среднерусских акающих говоров диалектные подразделения:
1. Псковская группа говоров (рассматривается как самостоятельная группа по наличию в ней определённого ярко выраженного языкового комплекса).
2. Селигеро-Торжковские говоры (не образует отдельной группы, так как не объединяется единым комплексом языковых черт).

Акающие говоры размещаются в южных районах западных среднерусских говоров, занимая территории Псковской области, кроме её крайней северной и крайней южной частей, небольшую часть юга Новгородской области, центр и северо-запад Тверской области.

## Особенности говоров
Для акающих говоров характерны все языковые черты, объединяющие западные среднерусские говоры, за исключением некоторых черт, отсутствующих в Селигеро-Торжковских говорах.
Также акающим говорам присущи ряд других, общих для них, диалектных явлений, характерных для южнорусского наречия: Неразличение гласных в первом предударном слоге после твёрдых и мягких согласных, являющееся основным признаком этих говоров, а также произношение слова когда с согласным г того или иного образования или без согласного: ко[г]да́, кода́, ко[γ]да́, а не ко[в]да́, ко[л]да́ как в западных среднерусских окающих говорах, распространение формы родительного падежа ед. числа с окончанием -е (-и) у существительных жен. рода с окончанием -а и твёрдой основой (отсутствует в северной части территории акающих говоров): у жен[е́], с рабо́т[и] и т. п.
Диалектные черты, распространённые только в западной части акающих говоров:
- Диалектные черты, характерные для севернорусского наречия:

Произношение прилагательного толстый с окончанием -ой под ударением: толсто́й, распространение глагола ора́ть (пахать) и др.
- Диалектные черты, характерные для южнорусского наречия:

Распространение форм родительного — винительного пад. ед. числа личных и возвратных местоимений с окончанием -ê: мен[ê], теб[ê], себ[ê], и форм дательного — предложного пад. с окончанием -ê: мн[ê], [тобê], [собê]. Употребление окончания -т'  глаголов 3-го лица наст. времени ед. и мн. числа: он но́си[т'], они но́с`я[т'], произношение слов пшено, пшеница со вставным гласным: [па]шенó, [па]шени́ца и др.
- Диалектные черты, характерные для западной диалектной зоны:

Формы местоимений 3-го лица с начальным j: [йон], [йона́], [йоно́], [йоны́]. Распространение конструкции с предлогом с или з в случаях типа прие́хал з го́рода, вы́лез с я́мы в соответствии с предлогом из и др.
- Диалектные черты, характерные для юго-западной диалектной зоны:

Наличие гласного в позиции первого предударного слога перед начальным сочетанием сонорного с последующим согласным: [иржи́] (ржи), [ил'ну́] (льну), [аржи́] (ржи), [ал'ну́] (льну) и др. Употребление в перед начальными о и у: [во́]сен' (осень), [ву́]тка (утка) и т. п. Особый тип чередования е — о в формах глаголов наст. времени I спряжения: нес[е́]ш, нес[е́]т, нес'[о́]м, нес[е́]те и др. Случаи замены предлога у, а также гласного у в начале слова согласным в: в нас (у нас), в с'остры́ (у сестры), вчи́тел'  (учитель), встречающиеся также в говорах Гдовской группы и т. д.